# Cacia albofasciata
Cacia albofasciata là một loài bọ cánh cứng trong họ Cerambycidae.